# 氣候變化與兒童
氣候變化與兒童（英語：Climate change and children）之間的關聯，很明顯的是兒童比成人更易受到氣候變化的影響。世界衛生組織（WHO）估計目前氣候變化造成的全球疾病負擔中，有88%發生在五歲以下的兒童身上。同行評審醫學期刊《刺胳針》上一份關於健康和氣候變化的評論將兒童歸為受氣候變化影響最嚴重的類別。根據保守估計，總人口中因環境因素而致病後，佔所有死亡佔比的25%，而14歲以下兒童因而致死的可能性會升高到36%。居住在城市地區的兒童受到空氣品質下降和環境擁擠的影響尤為嚴重。
兒童的身體較成人更易受到各式氣候變化的影響（參見氣候變化脆弱性）。氣候變化會影響兒童的身體健康及福祉。而普遍存在國家間和國家內部的貧富差距是造成此類影響程度的決定因素。兒童在全球應對氣候變化方面往往並無發言權。
生活在低收入國家（開發中國家及最低度開發國家）的人們承受更高的疾病負擔，而他們只具備低下的能力以應對相關威脅。世界上幾乎每個兒童都面臨氣候變化和污染的風險，而其中幾乎一半面臨的是極端風險。

## 氣候變化對兒童的影響

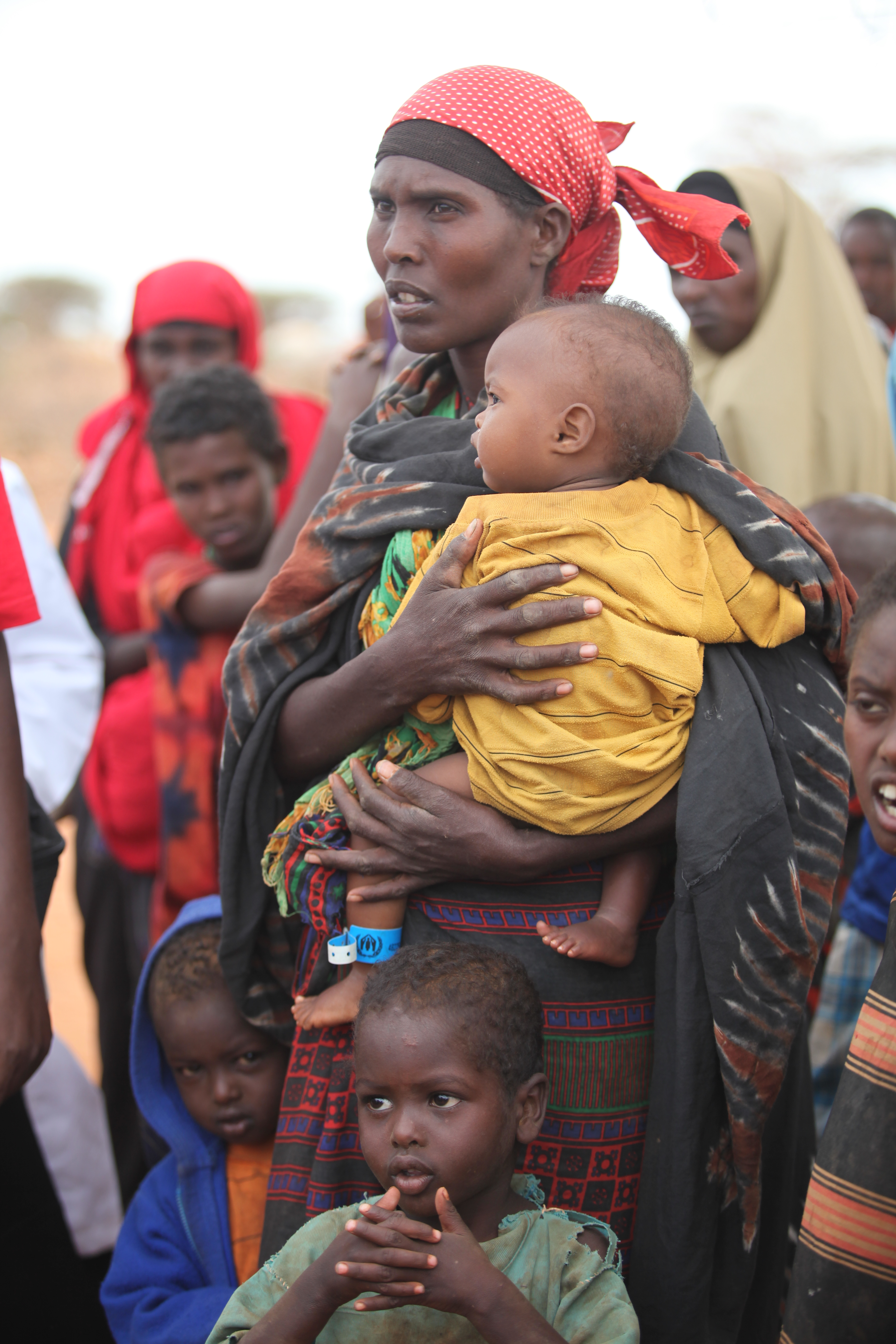
在非洲之角攜帶兒童的女性氣候難民。

氣候變化除會影響當前的兒童之外，也會影響他們的未來。兒童沒控制所處環境的能力，並特別容易受到氣候變化的影響。與氣候變化相關的災害在近年正對兒童產生影響，特別是那些居住於貧困社區的兒童。由於氣候變化，兒童正經歷疾病、洪水、污染和水資源稀缺之害，特別是在全球南方（Global south，參見南北分歧）的國家。
由於人類使用化石燃料、進行森林砍伐和農業活動而造成不穩定的氣候條件，把獲得清潔用水和食物的機會降低，並把原本安全的生活環境破壞。繼而導致營養不良、被迫遷徙和健康狀況不佳，讓年幼者特別容易受到傷害。由於兒童正值發育時期，因此會比成人在身心上更易受到這些狀況的影響。他們的身體解毒、溫度調節和免疫系統能力不足，以及他們缺乏照顧自己的能力，也讓他們比成年人受到更大的影響。他們尚未發育完全的呼吸系統更易受到化石燃料污染傷害的風險。
兒童的心理健康（參見氣候變化對心理健康的影響）也受到全球氣候變化（例如洪水、颶風和野火等自然災害）造成的流離失所所導致的負面影響。經歷過2005年颶風卡崔娜事件的中學學齡兒童中有71%，及學齡前兒童中有50%因此而罹患創傷後壓力症候群（PTSD）症狀。WHO估計全球五歲以下兒童因氣候變化而造成的疾病負擔的佔比為88%。
兒童受到氣候變化帶來的房屋損毀、糧食安全受威脅和家庭生計喪失的影響。而隨之而來或既有的社會和經濟不平等、武裝衝突和流行病更把影響加劇。氣候變化所造成的影響主要分為兩個維度：直接性或間接性、即時性或延遲性。對兒童身體健康的影響包括有死亡和受傷、熱病、接觸環境毒素、感染以及因氣溫升高而出現的其他疾病。極端天氣造成的災害（例如PTSD、抑鬱、焦慮、睡眠疾患、認知缺陷和學習障礙）會導致兒童的心理健康和學習問題顯著增長。以2010年巴基斯坦洪災之後
為例，在學齡青少年中，10至19歲間的有73%表現出嚴重的PTSD，其中最嚴重的是女孩以及流離失所者。
其他檢測到的嚴重症狀包括痛苦、悲傷和憤怒、失去身份、無助和絕望的感覺、較高的自殺率，以及敵對情緒和暴力升高。
所產生的身體影響，也同時會造成心理和心理健康上的影響，而對兒童的福祉造成威脅。

## 於健康與福祉
氣候變化直接影響兒童健康的程度會高於對成人的，因為兒童的器官和免疫系統仍處於發育階段，且他們的飲食量相對於體重會更高。兒童的呼吸速度較快，因此兒童的肺部也更易受到空氣污染物的損害。兒童還面臨更高的妊娠併發症、過敏和哮喘、發育遲緩以及水媒傳染病的風險。]
今天兒童面臨的野火、風暴、洪水和乾旱的風險是他們祖父母輩所經歷的三倍。氣候變化引起的極端事件會摧毀家庭、學校、兒童照顧中心和其他重要基礎設施。發生於2013年的強烈颱風海燕把菲律賓雷伊泰島和薩馬島上的城鎮幾乎夷平，讓許多倖存的兒童失去家園和經濟支持。發生於2020年的中度颱風莫拉菲，在越南引發洪水和山體滑坡，房屋遭到摧毀，估計受到威脅的兒童有250萬。颱風莫拉菲在越南和菲律賓造成9人死亡，超過100萬人無家可歸。
氣候事件會對生命和生計造成嚴重損害。颱風、風暴潮和其他相關事件導致農民、漁民、非正規部門工作者和小企業主的資產和資本損失，以及家庭收入下降。 擁有更多孩子的家庭更易遭受災難性影響而導致更高的財務負擔。發生在2009年的強烈颱風芭瑪襲擊菲律賓後，由於家庭收入損失，導致學童輟學率上升，而仍上學的學童有時沒有錢買餐點。 農村地區、田地、菜園、魚塘、農作物、漁船和農業設備受到損毀，牲畜損失，整個社區的糧食安全受到影響。

## 對環境的影響

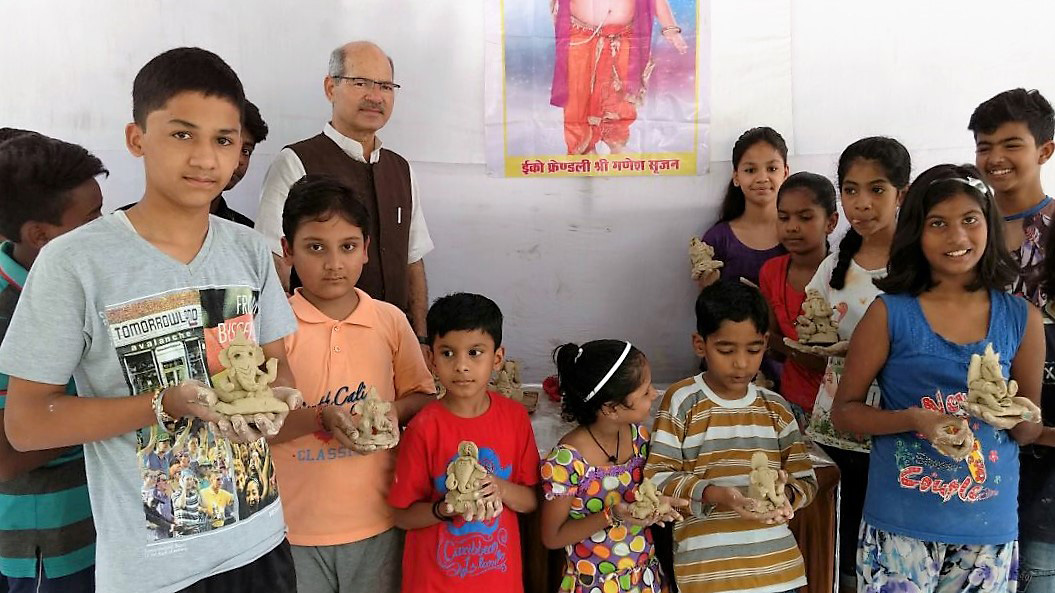
印度環境、森林與氣候變化部部長阿尼爾·馬達夫·戴夫與參與以泥土塑造宗教神像研討會的兒童合影。

兒童很容易因乾旱和洪水等自然現象而無法獲得基本自然資源。值得注意的是全球約有1.6億兒童生活在極度乾旱地區，有超過5億兒童居住在洪水頻率極高的地區。自然災害會造成家庭和兒童失去家園，被迫遷移。極端天氣事件也會增加身心健康不安全感的發生率。
在已遭受環境損害的貧困地區，兒童的疾病負擔更加嚴重，在此類地區的兒童罹患各種疾病、發生殘疾和致死率會更高。聯合國政府間氣候變化專門委員會（IPCC）於2013年評估，如果目前的溫室氣體排放量持續增加，全球氣溫到2100年可能會上升4.8°C。孕婦持續接觸空氣污染物會影響胎兒出生體重，並導致胎兒在胎週數期間體型不足 (SGA) 和早產的情況。暴露於空氣污染（臭氧、懸浮微粒、二氧化硫或二氧化氮）的兒童容易罹患哮喘，導致哮喘、兒童氣道氧化壓力和氣道發炎增加。空氣污染還會影響兒童的神經發育。對當地某燃煤發電廠關閉前後出生的兒童進行比較。發現關閉後出生的兒童臍帶血中的多環性芳香化合物-DNA附加物（致癌物質）水平顯著降低，而腦源性神經營養因子（BDNF，早期大腦發育所需的蛋白質）水平顯著升高。

## 兒童為氣候變化所做的抗議行動

各國參與罷課的學生數目:
1000
1000+
10000+
100000+
1000000+

### 為氣候而罷課
本節摘自氣候大罷課。
為氣候而罷課（瑞典語：Skolstrejk för klimatet）亦稱週五為未來而戰（英語： （FFF））、青年需要良好氣候（Youth for Climate）、氣候罷課（Climate Strike/Climatestrike）或青年為氣候罷課（Youth Strike for Climate），是項由學生在週五罷課，參加示威活動的國際運動，訴求是政治領導人該採取行動以緩解氣候變化，以及化石燃料行業該轉而生產再生能源。
瑞典學生格蕾塔·童貝里於2018年8月在瑞典議會外舉著書寫“Skolstrejk för klimatet”（“為氣候而罷課”）的牌子進行舉抗議活動，隨後世界各地展開宣傳和廣泛的組織活動。
在2019年3月15日舉行的全球罷課，聚集超過100萬人，在125個國家共進行2,200次活動。第二次全球罷課於2019年5月24日舉行，在150個國家共進行1,600起活動，有數十萬人參與。 於5月的抗議活動特地選在2019年歐洲議會選舉期間舉行。
在2019年9月進行的氣候罷課（Global Week for Future），總計在150多個國家/地區共舉行過4,500起罷課，集中在9月20日（2019年聯合國氣候行動峰會前三日）星期五和9月27日星期五，也包含有在兩日之間的活動。 於9月20日的罷課是世界史上最大規模的為氣候而罷課，聚集大約400萬名抗議者，其中許多是學童，德國的參與者有140萬名。
在9月27日的一場，估計在世界各地共有200萬人參加，其中包括超過100萬義大利抗議者和數十萬加拿大的抗議者。

### 法律訴訟
由21名年輕人於2015年發動的朱莉安娜訴美國案於2020年遭到駁回，理由是原告缺乏起訴資格，但已有人以範圍更為狹窄的理由啟動另一新的訟案。由兒童和年輕人提出的杜阿爾特·阿戈斯蒂尼奧等人訴葡萄牙等人案（Duarte Agostinho and Others v. Portugal and Others）中，歐洲人權法院要求33個國家在2021年5月之前做出回應，提供有關如何努力緩解氣候變化的信息。

## 以藝術為基礎的教育方法

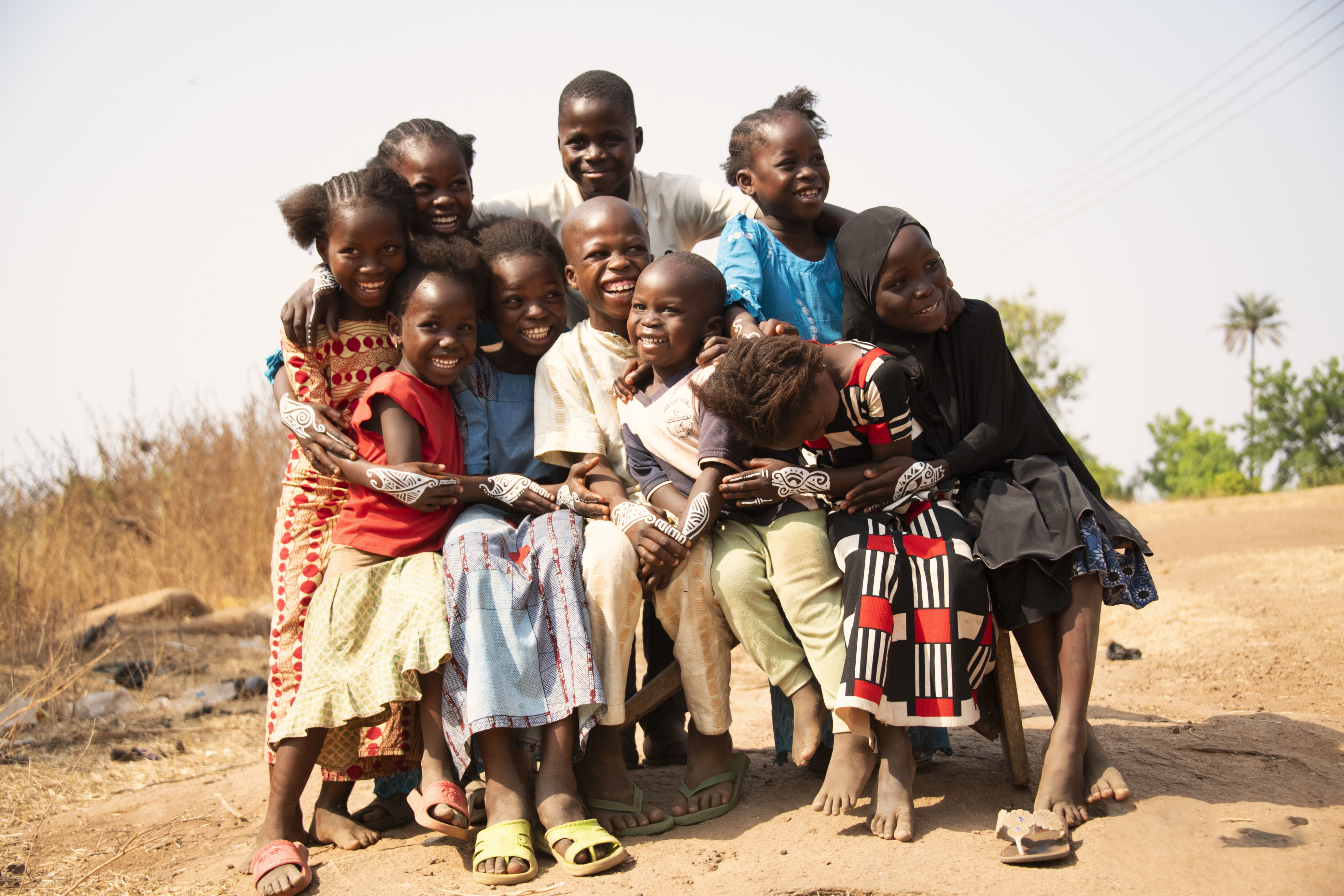
參與課程，以身體藝術表達對氣候變化抗議的兒童。

許多學校已將氣候變化納入正式課程（包括以藝術為基礎的參與式研究法）。當學童了解全球環境問題的存在和緊迫性，會更加意識到並致力於改善環境。

## 全球各倡議活動
目前為應對氣候變化對兒童的影響和挑戰，已發起的一些全球倡議和項目有:
| 名稱 | 組織 | 行動內涵   | 年份          |
| --- | --- | ---------- | ------------- |
| 促進兒童享有健康環境權利全球倡議（Global Initiative to Advance Children's Right to a Healthy Environment）                  | 聯合國 | 倡議       | 2019年-2021年 |
| 國家氣候變化行動計畫目標（Goal of NCCAP）                                                                                   | 國家氣候變化行動計畫 | 行動計畫   | 2018年-2022年 |
| 全球環境基金小型贈款計畫（Small Grants Programme (SGP) ）                                                                   | 聯合國開發計劃署, 全球環境基金                                                                                           | 贈款與項目 | 2015年        |
| 氣候敏感性人道協助（Climate Sensitive Humanitarian Assistance）                                                             | 聯合國兒童基金會 | 倡議       | 2015年        |
| 聯合國對兒童、青年與氣候變化聯合框架倡議（United Nations Joint Framework Initiative on Children, Youth and Climate Change） | 聯合國 | 框架倡議   | 2013年        |
| NASA兒童氣候教育網站（NASA Climate Kids）                                                                                   | 美國國家航空暨太空總署（NASA）                                                                                           | 網站       | 2010年        |
| 在變動環境中保護兒童健康（Protecting children's health in a changing environment）                                          | 世界衛生組織（WHO） | 報告       | 2010年        |

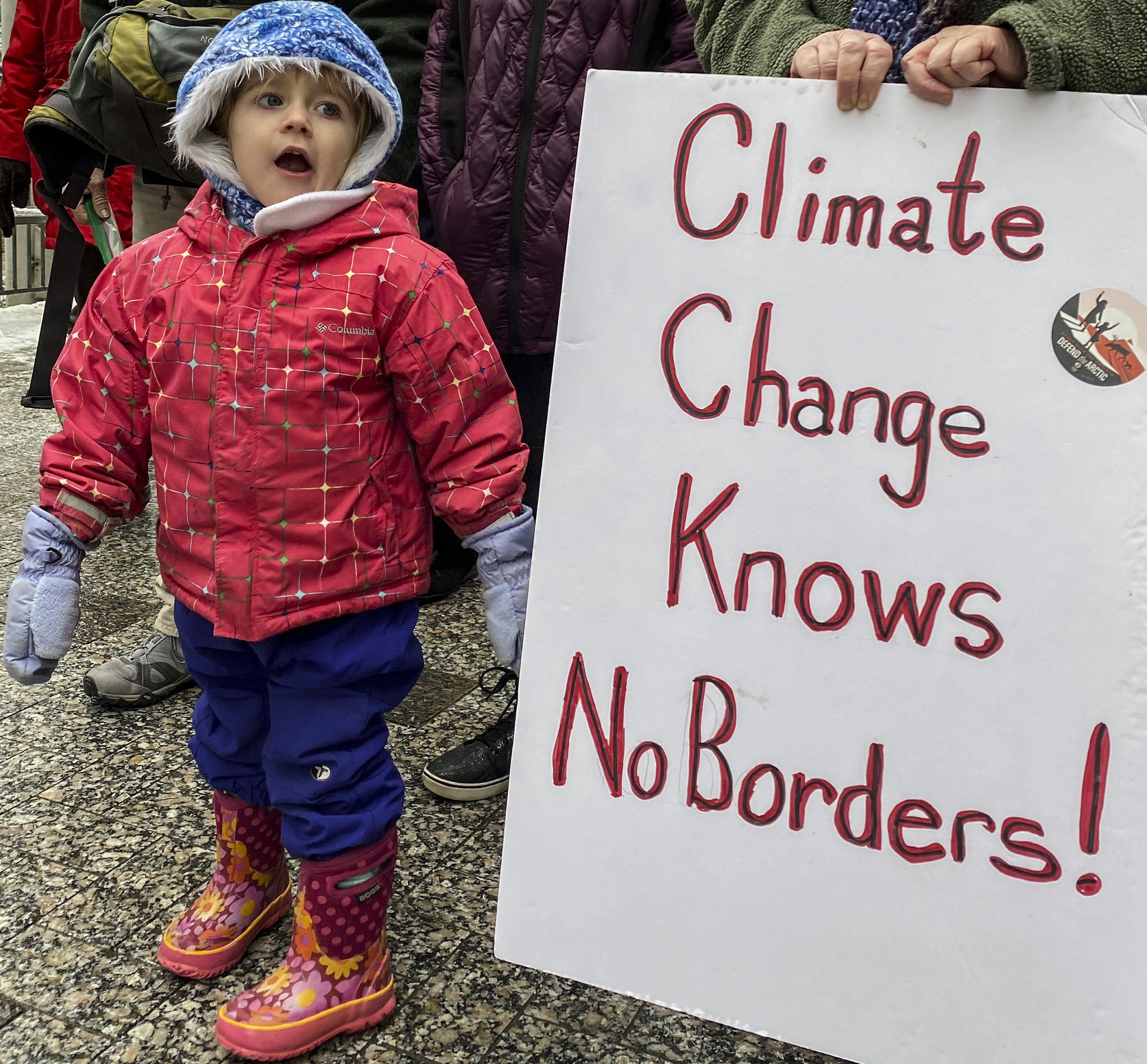
一位於美國阿拉斯加州朱諾參加氣候示威的兒童。

| 為氣候變化立即行動！（Climate change: Take action now！）                                                                   | 聯合國兒童基金會, 基督教女青年會, 全球女童軍發聲, FAO,紅十字會與紅新月會國際聯合會, 世界童軍運動組織, 愛丁堡公爵獎勵計劃 | 倡議       | 2003年        |

## 青年氣候運動參與者

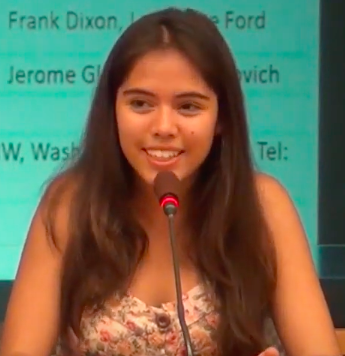
墨西哥氣候活動家希耶·巴斯蒂達。

青年行動主義在緩解全球氣候變化對兒童的影響方面正發揮作用。
自2004年以來，全球已有超過4,500名兒童和青少年參加聯合國環境規劃署每年舉行的關愛國際會議（Tunza International Conference）。這些兒童代表來自100多個國家，討論有關氣候變化的各式問題，包括綠色就業和綠色經濟。 讓年輕人加入有關氣候的對話可增加一層多樣性，並就氣候變化如何影響到不同社區和年齡組達成共識。 